# ریو آلدرتون
ریو آلدرتون (زاده ۱۹۸۲) بازیکن فوتبال انگلیسی باشگاه فوتبال سیتینگبورو می‌باشد. وی در پست هافبک بازی می‌کند.